# Thruxton (Hampshire)
Pour les articles homonymes, voir Thruxton.
Thruxton est une paroisse civile et un village du Hampshire, en Angleterre.